# Juvenal de Narni
|  | Per a altres significats, vegeu «Juvenal». |

Juvenal (Juvenalis) (Cartago, mitjan s. IV - Narni, Úmbria, 7 d'agost de 376) fou un metge africà, primer bisbe de Narni. És venerat com a sant a tota la cristiandat.

## Biografia
La Vita redactada al segle VII té poc valor històric i n'hi ha poques dades versemblants. Juvenal fou un metge de Cartago del segle iv que fou ordenat sacerdot. Després d'uns anys va deixar la seva província i va anar a Roma on Damas I el consagrà com a bisbe de Narni el 3 de maig del 369. Va convertir molta gent al cristianisme i segons la tradició feu alguns miracles. Va morir-hi el 7 d'agost del 376.
Fou sebollit a la Porta Superior de Roma, a la Via Flamínia. El seu sepulcre es conserva a la catedral de Narni; les restes foren traslladades en 878 de San Cassio e Santa Fausta a Lucca, però en 880 foren retornades a Narni. La seva memòria es commemora el 3 de maig, dia del seu nomenamentcom a bisbe, amb altres tres màrtirs.